# Raiffeisenbank Reute-Gaisbeuren
Die Raiffeisenbank Reute-Gaisbeuren eG ist eine deutsche Genossenschaftsbank, mit Sitz im Stadtteil Reute in der baden-württembergischen Stadt Bad Waldsee im Landkreis Ravensburg.

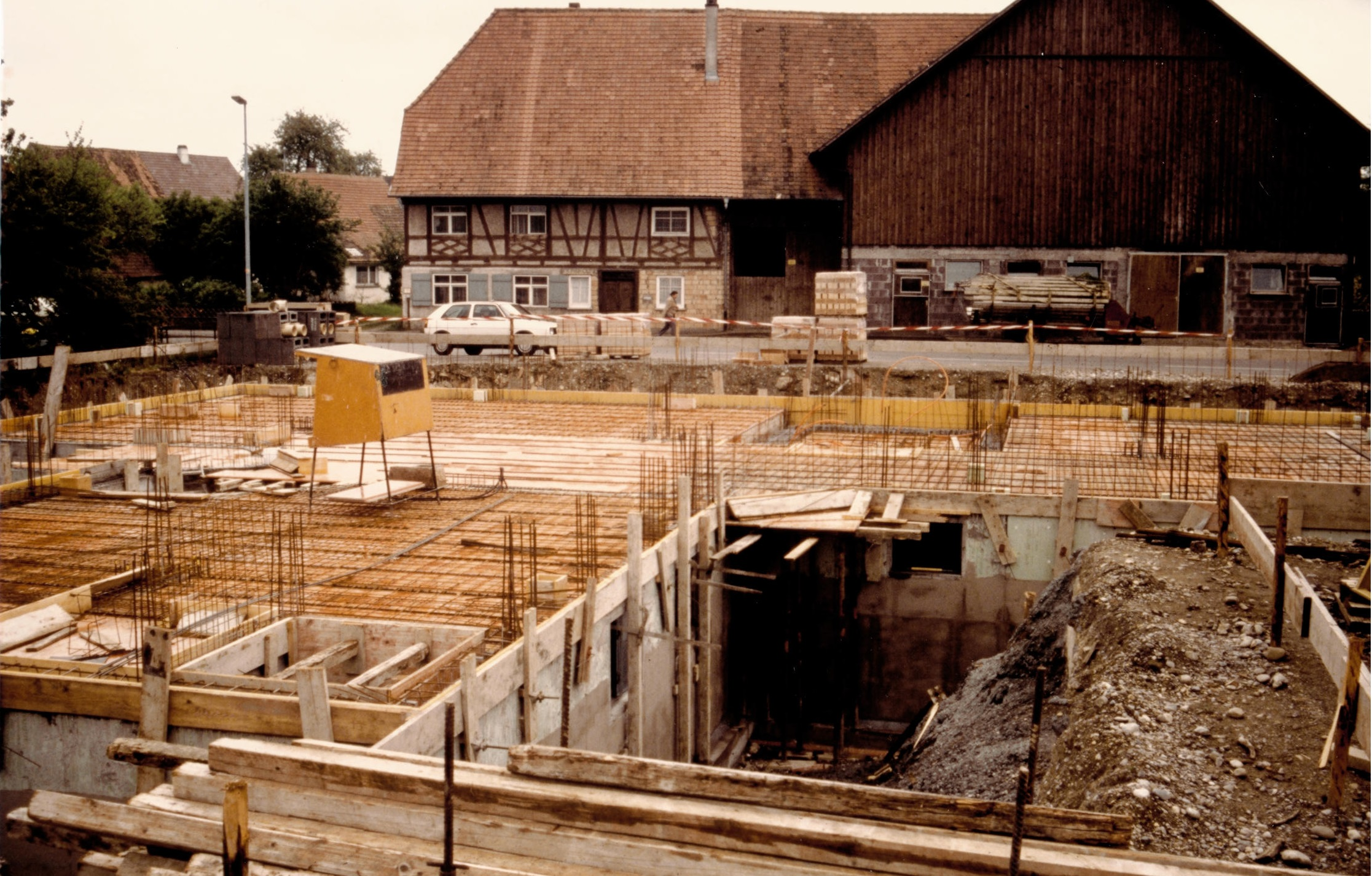
Neubau des Bankgebäudes in Reute im Jahr 1989.

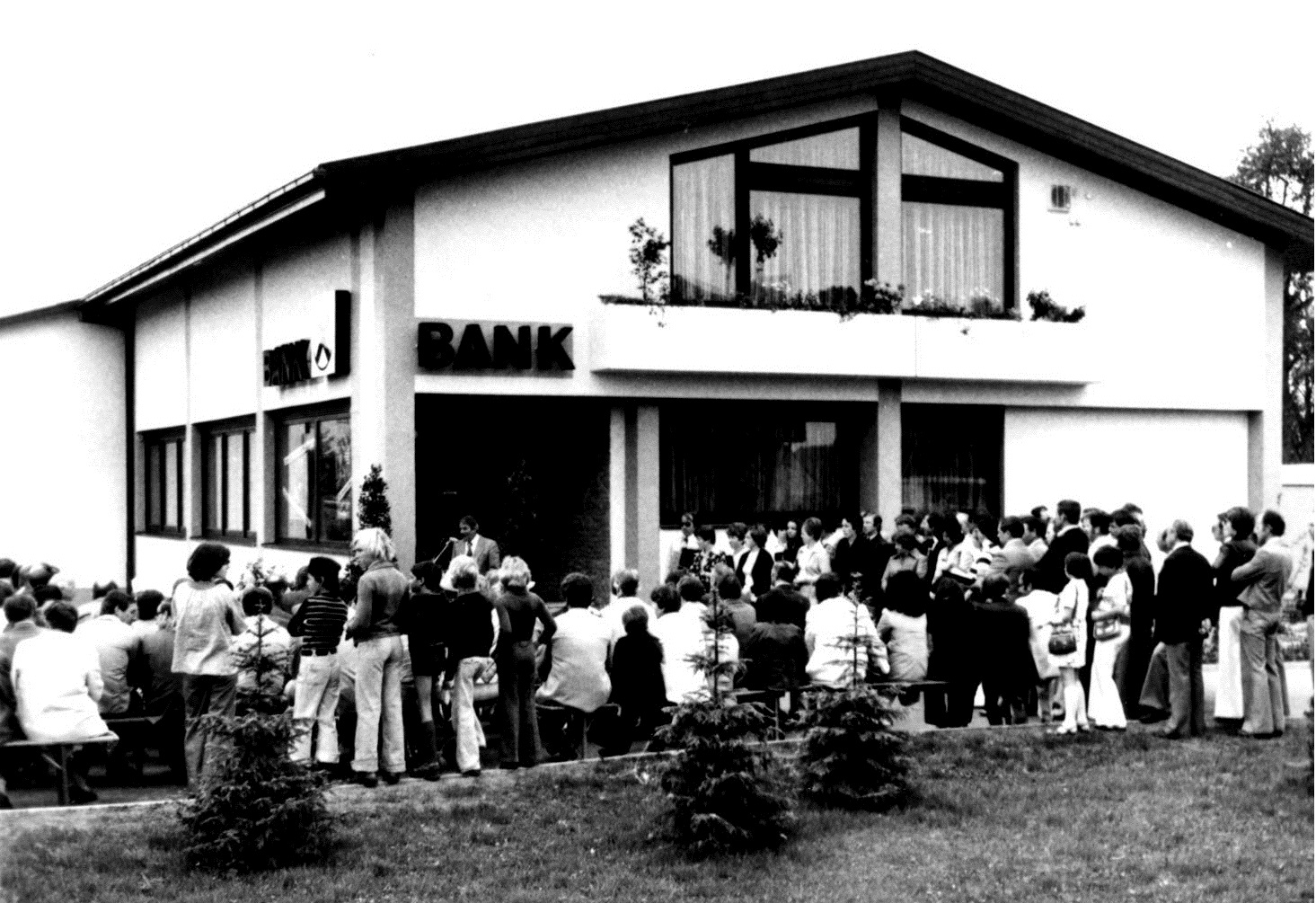
Eröffnung des Bankgebäudes in Gaisbeuren im Jahr 1965.

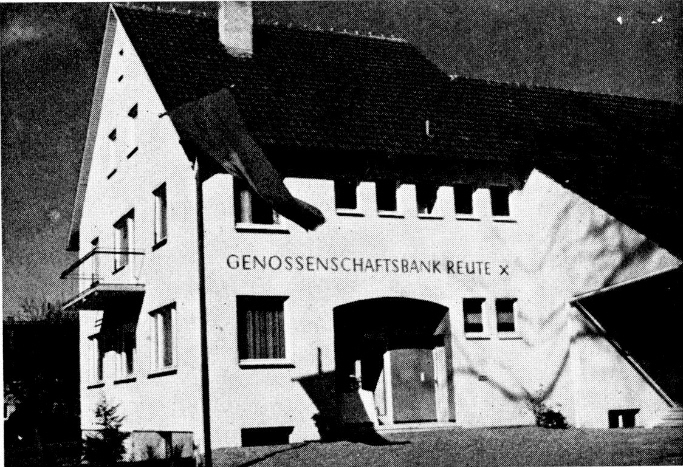
Das erste Bankgebäude in Reute, welches 1962 eingeweiht wurde.

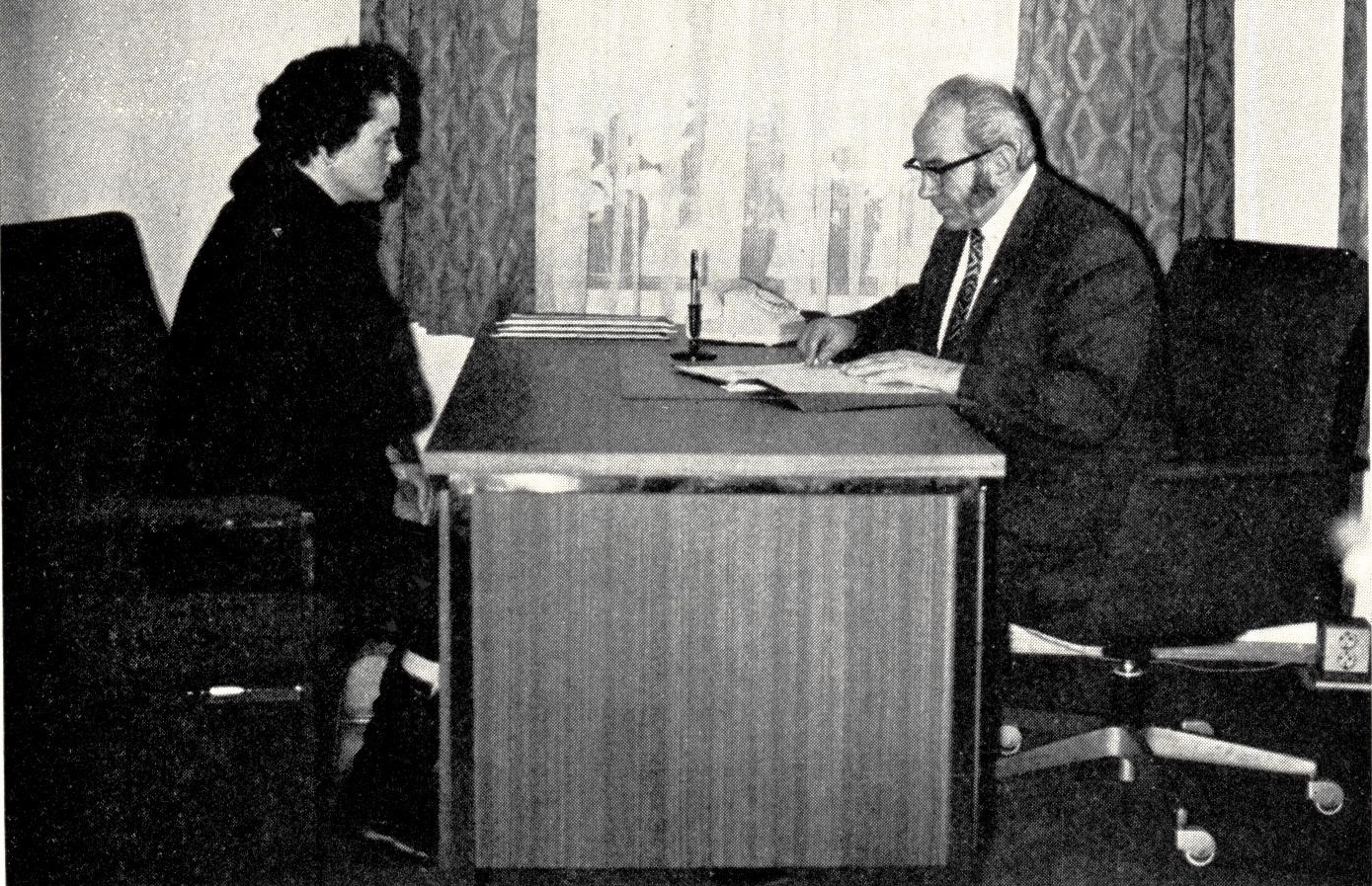
Die ersten Bankgeschäfte wurden im Wohnzimmer des damaligen Vorstands Josef Göser in Reute getätigt. Eigene Bankräume gab es damals noch nicht.

## Geschichte

### Raiffeisenbank Reute
Die ehemalige Raiffeisenbank Reute eG wurde im Jahr 1898 von Pfarrer Kurz und Oberlehrer Merk mit weiteren Personen unter dem Namen „Spar- und Darlehenskasse Reute“ gegründet. Kurz war hierbei Aufsichtsratsvorsitzender, Merk war der Darlehenskassenrechner. Die erste Vorstandschaft bestand aus Maucher, Stützle und Steinhauser, die aus Gaisbeuren kamen, und Strudel aus Reute.
Innerhalb der Generalversammlung vom 5. April 1960 wird der Bau eines neuen Bankgebäudes beschlossen, da das Geschäftszimmer im Haus Göser nicht mehr ausreicht. Am 1. April 1962 wird das Bankgebäude eingeweiht.

### Raiffeisenbank Gaisbeuren
Am 20. Dezember 1908 wurde auf Einladung vom damaligen Schultheiss Anton Maucher zusammen mit 36 Bürgern die Bank „Sparkassenverein Gaisbeuren“ gegründet. Der Name änderte sich dann über Spar- und Darlehenskasse hin zu Genossenschaftsbank und Raiffeisenbank Gaisbeuren eG. Der erste Vorstandsvorsitzende dieser Bank war Anton Maucher.
Bis 1965 fand der Geschäftsbetrieb im privaten Wohnhaus des jeweiligen Geschäftsführers statt. 1964–1965 wurde ein Baugrundstück erworben sowie der Bau eines Büros und eines Lagergebäudes begonnen.

### Fusion der Raiffeisenbank Reute und der Raiffeisenbank Gaisbeuren
Bei den Generalversammlungen 1981 wurde das erste Mal eine Fusion der beiden Raiffeisenbanken vorgeschlagen. Dies wurde jedoch abgelehnt. Auch im Folgejahr 1982 fand die Fusion nicht die erforderliche Zustimmung in den Generalversammlungen. Erst im dritten Anlauf, bei den Generalversammlungen im Jahr 1983, konnte nach längeren Verhandlungen die erforderliche Mehrheit zur Fusion der Raiffeisenbank Reute eG mit der Raiffeisenbank Gaisbeuren eG zur Raiffeisenbank Reute-Gaisbeuren eG erreicht werden.

### Werdegang der Raiffeisenbank Reute-Gaisbeuren
Im Jahr 1986 wurde das Gasthaus „Hirsch“ in Reute erworben, hier sollen künftig die Bankgeschäfte für Reute stattfinden. Das landwirtschaftliche Warengeschäft übernimmt ab 1987 die BAG Bad Waldsee. Die Einweihung des neuen Bankgebäudes in der Elisabeth-Achler-Strasse in Reute fand 1990 statt.
Die beiden bisherigen Geschäftsstellen in Reute und Gaisbeuren wurden zusammengelegt und seit dem 23. April 2018 ist das neue Bankgebäude in der Gaisbeurer Straße 42 in Bad Waldsee-Reute bezogen und damit der neue Sitz der Genossenschaftsbank.

## Rechtsverhältnisse
Die Raiffeisenbank Reute-Gaisbeuren eG (lt. GnR „Raiffeisenbank Reute - Gaisbeuren eG“) ist im Genossenschaftsregister beim Amtsgericht Ulm unter GnR 600117 eingetragen.

## Organisationsstruktur
Rechtsgrundlagen sind das Genossenschaftsgesetz und die durch die Generalversammlung beschlossene Satzung. Organe der Bank sind der Vorstand, der Aufsichtsrat und die Generalversammlung.

## Sicherungseinrichtung
Die Raiffeisenbank Reute-Gaisbeuren eG ist der amtlich anerkannten Sicherungseinrichtung des Bundesverbandes der Deutschen Volksbanken und Raiffeisenbanken GmbH und der zusätzlichen freiwilligen Sicherungseinrichtung des Bundesverbandes der Deutschen Volksbanken und Raiffeisenbanken e.V. angeschlossen.

## Geschäftsausrichtung
Die Raiffeisenbank Reute-Gaisbeuren eG betreibt das Universalbankgeschäft. Dabei bietet sie die klassischen Bankdienstleistungen im Anlage- und Kreditgeschäft an. Im Verbundgeschäft arbeitet sie mit der DZ Bank, R+V Versicherung, Bausparkasse Schwäbisch Hall, Münchner Hypothekenbank, Teambank, VR Leasing,  DZ Hyp und der Union Investment zusammen.
Der Immobilienbereich der Bank wird von ihrer Tochtergesellschaft, der Wohnbau GmbH Reute-Gaisbeuren, betrieben.

## Geschäftsgebiet
Das Geschäftsgebiet liegt im Norden des Landkreises Ravensburg.
Neben der Geschäftsstelle am Sitz der Bank in Reute werden keine weiteren Geschäftsstellen betrieben.